# Vercingetorix
Vercingetorix (pron. latină [werkiŋˈɡetoriːks], c. 82 î.Hr. – 46 î.Hr.) a fost căpetenia tribului arvernilor, care a unit pe galii începând o revoltă nereușită împotriva stăpânirii romane în Galia în cursul ultimului stadiu al Războaielor Galice lui Iulius Cezar.
Vercingetorix a ajuns să conducă pe arvernii în 52 î.Hr. când a adunat o armată și a fost proclamat drept regele după bătălia de la Gergovia. Apoi a consolidat alianța cu celelalte triburi și și-a prins controlul asupra armatelor lor, conducându-le în cea mai importantă revoltă a galilor împotriva romanilor. După bătălia de la Alesia Vercingetorix a capitulat și a fost închis pentru o periadă de cinci ani. În 46 î.Hr. a fost omorât după o paradă militară organizată pentru a sărbători succesele lui Cezar în Galia. Majoritatea informațiilor păstrate despre Vercingetorix provine de la Commentarii de Bello Gallico lui Cezar însuși.
Sub Napoleon III, persoana lui Vercingetorix ca fiind reprezentant al culturii galice a fost promovată. În contextul conflictului franco-german, joacă rolul figurii mitice și naționale a primului popor de Franța, motiv important în istoriografia franceză a secolului XIX. La școli, a fost prezentat între ani 1870 și 1950 ca fiind primul conducător al francezilor.

## Nume
Originea numelui „Vercingetorix” rămânea inexplicată pentru mai mulți ani. Plutarh, în opera sa Viețile paralele ale oamenilor iluștri, l-a deformat în capitolul dedicat lui Iulius Cezar în forma de „Ουεργεντοριξ” (Ouerghentorix). Strabon le citează chiar în altă formă. Forma originală galică s-a păstrat totuși la monede și a fost VERCINGETORIXS. Florus, istoricul roman, a crezut că numele acesta a fost format cu scopul de a provoca groaza.
Pentru o lungă perioadă de timpă după „redescoperirea” galilor și lui Vercingetorix în secolul XIX, cercetatorii s-au întrebat dacă cuvântul „Vercingetorix” a fost drept un nume personal sau cuvântul comun în limba arvernilor însemnând „căpetenie”. Astfel, Jules Michelet îl numește drept Vercingetorixul în Istoria Franței a sa. De fapt, se cunosc mai mulți regi care purtau titluri asemănătoare în istoria galică, ceea ce este dovedit prin abundența relativă a monedelor cu astfel de inscripții. Problema nu a fost rezolvată, pentru că Vercingetorix nu a fost niciodată proclamat regele, ceea ce i-ar împiedica posibilitatea de a folosi astfel de titlu onorific.
Se presupune astăzi ca numele Vercingetorix este format ca o poreclă onorifică, compusă din elementele: ver- (/wer/) însemnând deasupra (cognatele includ engleză over și română spre), -cingeto- (/kiŋgeto/) însemnând luptător, războinic, și -rix (/ri:ks/) însemând rege. Numele ar trebui să însemne atunci rege suprem al războinicilor. Astfel de compuneri au fost populare în onomastica galică — Iulius Cezar menționează două persoane de nume Cingetorix în Commentario de Bello Gallico, în sursele latinești apar și, printre alți, Dumnorix, căpetenia aeduilor, Ambiorix, prințul eburonilor și Orgetorix, negustorul elvet. Numele personajului fictiv Asterix de asemenea conține sufixul -rix.

## Biografie

### Războaiele Galice

#### Galia în secolul I î.Hr.
După bătălia de la Solonion în 61 î.Hr, când au fost învinși alobrogii, Galia Transalpină (Narbonensis) a fost în cele din urmă supusă stăpânirii romane, pe când Galia Aquitană, Galia Belgică și Galia Celtică rămâneau încă teritorii independente de Roma. Cezar, guvernatorul Galiei Cisalpine și Transalpine a supranumit aceste regiuni Galia comată.